# یانگ یونگ-اوک
یانگ یونگ-اوک (کره‌ای: 장영옥؛ زادهٔ ۱۷ سپتامبر ۱۹۸۲) بازیکن فوتبال اهل کره شمالی بود.
وی همچنین در تیم ملی فوتبال زنان کره شمالی بازی کرده است.